# 東京たま広域資源循環組合
東京たま広域資源循環組合（とうきょうたまこういきしげんじゅんかんくみあい）は、東京都多摩地域の25市1町で構成される一部事務組合。本部を東京都西多摩郡日の出町に置く。1980年11月、多摩地域における自治体25市2町（当時）が、一般廃棄物最終処分場の設置および管理を目的として「東京都三多摩地域廃棄物広域処分組合」を設立。ごみ焼却灰をリサイクルしてセメントにするエコセメント化事業の開始にあたり、2006年4月「東京たま広域資源循環組合」に名称変更した。
多摩地域の自治体のうち、本部および処分場のある日の出町と、あきる野市、奥多摩町、檜原村は加盟していない。また日の出町の処分場に町内から出る廃棄物は搬入されず、これら4つの自治体は西秋川衛生組合を構成し、あきる野市内に所在する廃棄物処理施設および最終処分場へ搬入されている。西秋川衛生組合の清掃工場の一部は、東京たま広域循環組合からの補助金により整備された。

## 沿革
- 1976年（昭和51年）10月15日 - 前身である東京都市廃棄物処分地管理組合を設立（構成自治体:9市）。
- 1980年（昭和55年）11月1日 - 東京都三多摩地域廃棄物広域処分組合を設立（構成自治体:25市2町）。
- 1984年（昭和59年）4月1日 - 西多摩郡日の出町に谷戸沢廃棄物広域処分場を開設。
- 1991年（平成3年）11月1日 - 羽村町が市制施行し羽村市となったことにより、構成自治体が26市1町となる。
- 1995年度（平成7年度）- 二ツ塚廃棄物広域処分場の建設第1期工事開始。
- 1998年（平成10年）1月29日 - 西多摩郡日の出町に二ツ塚廃棄物広域処分場を開設。
- 1998年（平成10年）4月6日 - 谷戸沢処分場における埋め立てが終了。
- 2000年度（平成12年度）から2002年度（平成14年度）にかけて、二ツ塚処分場の第2期工事が行われる。
- 2001年（平成13年）1月21日 - 田無市と保谷市が合併し西東京市となったことにより、構成自治体が25市1町となる。
- 2006年（平成18年）4月1日 - 東京たま広域資源循環組合に改称。
- 2006年（平成18年）5月11日 - 東京たまエコセメント化施設が稼働。

## 概要
主な事業内容
- 関係市町圏より排出される一般廃棄物の最終処分を行う処分場の整備および管理運営。
- エコセメント化施設の整備および管理運営。

### 施設
- 本部事務所 - 東京都西多摩郡日の出町大字大久野7642番地
二ツ塚処分場に近接。2014年4月に東京自治会館内（府中市）から移転した。
- 谷戸沢廃棄物広域処分場（西多摩郡日の出町大字平井字谷戸）
1998年4月に埋め立て終了。見学者用施設の「谷戸沢記念館」がある。
- 二ツ塚廃棄物広域処分場（西多摩郡日の出町大字大久野字玉の内）
東京たまエコセメント化施設を併設する。

### 構成自治体
- 八王子市、立川市、武蔵野市、三鷹市、青梅市、府中市、昭島市、調布市、町田市、小金井市、小平市、日野市、東村山市、国分寺市、国立市、福生市、狛江市、東大和市、清瀬市、東久留米市、武蔵村山市、多摩市、稲城市、羽村市、西東京市、瑞穂町

### 組織
- 議決機関
  - 組合議会：定数26人。構成市町の議員から各1人を選出
- 執行機関
  - 管理者：1人（構成市町長の互選）
  - 副管理者：3人（構成市町長の互選）
  - 理事会：構成市町長で構成
- 監査委員：識見を有する者1人および組合議員1人
- 事務局
  - 事務局長
  - 会計管理者